# 7 (álbum de Papanegro)
En el año 2007 Papanegro sorprendió al editar de forma no tradicional su tercera placa y lanzaron de forma liberada su disco 7 por Internet, el día 7 de julio de 2007 (07/07/07).
Esta entrega juntó siete canciones, junto a siete artistas visuales y se liberaron los tracks en siete días consecutivos a razón de una canción por día, con lo que generaron un récord de más de treinta mil descargas.
La elección del primer sencillo, “Nocaut” estuvo a cargo de los seguidores de la banda. La canción los llevó a presentarse en el cierre de la Teletón del año 2007 en el Estadio Nacional de Santiago de Chile.
7 fue el último álbum de Papanegro con su formación original debido al alejamiento del guitarrista fundador poco después del lanzamiento, lo que los mantuvo en un receso discográfico de tres años.

## Lista de canciones
| 7     |                |          |  |
| N.º   | Título         | Duración |  |
| 1.    | «Verte aquí»   | 3:58     |  |
| 2.    | «Partícula»    | 3:29     |  |
| 3.    | «Danzaflor»    | 3:26     |  |
| 4.    | «Hay en mí»    | 3:07     |  |
| 5.    | «Contenedores» | 3:14     |  |
| 6.    | «Nocaut»       | 3:03     |  |
| 7.    | «Emperador»    | 3:27     |  |
| 23:47 |                |          |  |

- Datos: Q5652964